# Prelog
Prelog je naselje v Občini Domžale.